# Kirchlauter
Kirchlauter er en kommune i Landkreis Haßberge i Regierungsbezirk Unterfranken i den tyske delstat Bayern. Den er en del af Verwaltungsgemeinschaft Ebelsbach.

## Geografi
Siden områdereformen i 1978 består kommunen, ud over Kirchlauter, af landsbyerne Neubrunn og Pettstadt.
Kommunen ligger i Region Main-Rhön. Den ligger i sidedale til floden Main, i den sydlige del af Naturpark Haßberge, omkring 30 km vest for Bamberg og 45 km øst for Schweinfurt.
I Kirchlauter løber Lauter der munder ud i Baunach.
Ved sen såkaldte Bollerbrunnen har bækken Neubrunn sit udspring; den løber ud i Ebelsbach og efter ca. 15 km ud i Main.
- Wikimedia Commons har flere filer relateret til Kirchlauter